# زبان شیرین من
زبان شیرین من (ترکی استانبولی: Tatlı Dillim) فیلمی در ژانر کمدی رمانتیک به کارگردانی ارتم اقیلمز است که در سال ۱۹۷۲ منتشر شد.

## بازیگران
- تاریک آکان
- فیلیز آکین
- هالیت آکچاتپه
- متین آکپینار
- زکی آلاسیا
- منیر اوزکول
- کمال سونال